# Problema de molts cossos
El problema de molts cossos (en anglès many-body problem) és un nom general per a una àmplia categoria de problemes físics relacionats amb les propietats de sistemes microscòpics formats per moltes partícules que interactuen. Microscòpic implica que s'ha d'utilitzar la mecànica quàntica per proporcionar una descripció precisa del sistema. Molts poden ser des de tres fins a infinits (com és el cas en sistemes homogenis o periòdics, com ara sistemes teòrics per cristalls). Els sistemes de tres i quatre cossos es poden tractar mitjançant equacions específics (respectivament el Faddeev i Faddeev-Yakubovsky) i, per tant, de vegades es classifiquen per separat com a sistemes de pocs cossos.
En termes generals, mentre que les lleis físiques subjacents que regeixen el moviment de cada partícula individual poden ser simples, l'estudi de la col·lecció de partícules pot ser extremadament complex. Les interaccions repetides entre partícules creen correlacions quàntiques o entrellaçament. Com a conseqüència, la funció d'ona del sistema és un objecte complicat que conté una gran quantitat d'informació, que normalment fa que els càlculs exactes o analítics siguin impracticables o, fins i tot, impossibles. Així, la física teòrica de molts cossos sovint es basa en un conjunt d'aproximacions específiques del problema en qüestió i es troba entre els camps de la ciència de major intensitat computacional.
En molts casos, sorgeixen fenòmens emergents que s'assemblarien poc a les lleis elementals subjacents. Els problemes de molts cossos tenen un paper central en la física de la matèria condensada.

## Exemples
- Física de la matèria condensada (física de l'estat sòlid, nanociència, superconductivitat)
- Condensació de Bose-Einstein i superfluids
- Química quàntica (química computacional, física molecular)
- Física atòmica
- Física molecular
- Física nuclear (estructura nuclear, reaccions nuclears, matèria nuclear)
- Cromodinàmica quàntica (Cromodinàmica quàntica de xarxa, espectroscòpia d'hadrons, matèria QCD, plasma de quarks i gluons)

## Tècniques
- Teoria del camp mitjà i extensions (p.ex Hartree–Fock, aproximació de fase aleatòria)
- Teoria del camp mitjà dinàmic (DMFT)
- Teoria pertorbacional de molts cossos i mètodes basats en funcions de Green
- Interacció de configuració
- Coupled cluster
- Diverses tècniques de Montecarlo
- Teoria del funcional de la densitat
- Teoria de gauge de xarxa
- Estat del producte matricial (MPS)
- Estats quàntics de xarxes neuronals
- Grup de renormalització numèrica (NRG)